# Пипилети
Пипилети (груз. პიპილეთი) — село в Грузии, на территории Онского муниципалитета края (мхаре) Рача-Лечхуми и Нижняя Сванетия.

## География
Село находится в северной части Грузии, на северном склоне Рачинского хребта, на левом берегу реки Джоджоры, на расстоянии приблизительно 3 километров (по прямой) к юго-востоку от города Они, административного центра муниципалитета. Абсолютная высота — 897 метров над уровнем моря.

## Население
По результатам официальной переписи населения 2014 года, в Пипилети проживало 59 человек (28 мужчин и 31 женщина). В национальной структуре населения грузины составляли 100 %.
| Год  | Население, человек |
| ---- | ------------------ |
| 2002 | 91                 |
| 2014 | ↘ 59               |